# Rotrückenfischer
Der Rotrückenfischer (Ceyx rufidorsa) ist ein südostasiatischer Eisvogel.

## Merkmale
Der Rotrückenfischer erreicht eine Körperlänge von 12,5 bis 14,5 cm.
Das Gefieder ist an der Unterseite gelb-orange gefärbt. Mantel und Flügel sind rötlich mit einer violetten Tönung. Am Kinn und an den Ohrendecken befinden sich weiße Flecken. Der Schnabel und die Beine sind rot.

## Vorkommen
Der Vogel lebt bis in einer Höhe von 455 m an Bächen, Tümpeln und anderen Kleingewässern in Tieflandregenwäldern und manchmal auch in den Mangroven. Er kommt in Thailand, Malaysia, Indonesien, den Philippinen und selten auch in Indien vor.

## Nahrung
Die Nahrung, die der Vogel von einer Sitzwarte aus jagt, besteht aus Fischen, Krustentieren, Insekten und andere Wirbellosen.

## Systematik
Von einigen Experten wird der Rotrückenfischer nur als Farbvariation des Dschungelfischers (Ceyx erithacus erithacus) angesehen. Der Dschungelfischer hat im Unterschied zum Rotrückenfischer eine dunkelblaue bis schwarze Oberseite.
Auf Borneo, wo beide Eisvögel gemeinsam vorkommen, paaren sie sich miteinander und es kommen alle Abstufungen zwischen der rot-violetten und der schwarz-blauen Oberseite vor. Auch auf Sumatra und der Malaiischen Halbinsel gibt es Zwischenformen.
Nördlich von Kuala Lumpur ist der Rotrückenfischer jedoch sesshaft, während der Dschungelfischer Wanderungen unternimmt. Hier paaren sie sich nur selten miteinander und verhalten sich auch sonst wie zwei verschiedene Arten.